# Rocks mosse
Rocks mosse är ett naturreservat i Ydre kommun i Östergötlands län.
Området är naturskyddat sedan 1996 och är 103 hektar stort. Reservatet ligger sydväst om Svanaviken (vik i östra delen av Sommen). Reservatet består till största delen av mossmark bevuxen med tall, i söder finns sedan sumpskog. 